# Epiphragma (Epiphragma) serristyla
Epiphragma (Epiphragma) serristyla is een tweevleugelige uit de familie steltmuggen (Limoniidae). De soort komt voor in het Neotropisch gebied.